# The Little Drummer Girl (filme)
The Little Drummer Girl é um filme de espionagem americano de 1984 dirigido por George Roy Hill, baseado no romance homônimo de John Le Carré  e protagonizado por Diane Keaton, Yorgo Voyagis e Klaus Kinski. O filme aborda os jogos de espionagem entre israelitas e palestinianos, a partir do recrutamento de uma actriz que vai ser manipulada e controlada na qualidade de agente dupla ao serviço dos israelitas.